# إدواردو سولايش
إدواردو سولايش (بالإسبانية: Eduardo Solaeche)‏ (مواليد 22 نوفمبر 1993) هو سبّاح إسباني، مثّل بلاده في الألعاب الأولمبية الصيفية 2016.

## روابط خارجية
إدواردو سولايش على موقع أوليمبيديا (الإنجليزية)